# Хаген-Смит, Арье Жан
Арье Жан Хаген-Смит (англ. Arie Jan Haagen-Smit; 22 декабря 1900, Утрехт — 17 марта 1977, Пасадина, Калифорния) — нидерландский химик и общественный деятель. Автор множества работ по химии гормонов растений. Наибольшую известность и признание ему принесли работы по изучению процессов образования смога и деятельность по контролю над загрязнением воздуха.
Член Национальной академии наук США (1971).

## Ранние годы и образование
Хаген-Смит родился в Утрехте в семье Яна Виллема Адриануса Хаген-Смита (нидерл. Jan Willem Adrianus Haagen-Smit) и Марии Гертруды ван Манен (нидерл. Maria Geertruida van Maanen). Его отец был главным химиком на Королевском монетном дворе и содержал в доме большую библиотеку книг по естественным наукам и технологии, что позволило мальчику с детства приобщиться к науке. Химия тогда не вызвала у него никакого интереса, Хаген-Смит находил тогда химию серебра и золота, которую наблюдал на работе отца, «довольно скучной». В школе он интересовался математикой, физикой, с интересом учил английский, немецкий, французский и латинский языки.
В 1918 году Хаген-Смит поступил в Университет Утрехта на отделение химии. По словам его жены, он мог стать физиком или математиком, но руководство университета сообщило ему, что в этих областях нет вакантных позиций в Нидерландах. В 1922 году поступил в аспирантуру университета Утрехта, где выбрал своей специализацией органическую химию, считая неорганическую химию «тупой кучей фактов». В 1926 году он получил степень M.A., а в 1926 под руководством Леопольда Ружички защитил докторскую диссертацию на тему «Исследования в области сесквитерпенов».

## Научная деятельность
Первым научным руководителем Хаген-Смита был Питер ван Ромбург, профессор химии, специализировавшийся на пищевых продуктах. Под его руководством он изучал состав кожуры орехов кешью, ядовитых веществ плюща и дуба. После отставки ван Ромбурга вакантное место занял Леопольд Ружичка, изучавший терпены. Под его руководством Хаген-Смит защитил диссертацию на тему «Исследования в области сесквитепренов». Эта работа пробудила в нём длительный интерес к химии терпенов.
После защиты диссертации Хаген-Смит в течение 5 лет продолжал работать в Университете Утрехта. В 1934 он независимо от К. Тиманна выделил индолил-3-уксусную кислоту, позднее названную гетероауксином, — гормон роста растений. В 1935 Хаген-Смит совместно с Фритсем Вентом устанавливает, что вещества сходные с гетероауксином химически, но никогда не встречающиеся в природе, можно использовать для контроля  роста растений. Данное открытие не было запатентовано, но положило начало огромной отрасли в агрохимии и многомиллиардному бизнесу, основанному на производстве гербицидов и гормонов роста. В результате этой работы Хаген-Смит приобретает репутацию талантливого исследователя и специалиста в области гормонов растений.
В 1936—1937 Хаген-Смит по приглашению Тиманна читал лекции в Гарварде. В 1937 году он переехал в Калифорнийский технологический институт, и с тех пор его деятельность была неразрывно связана с Калтехом.
Хаген-Смит изучал химическую природу раневого гормона бобовых растений, выделил активное вещество из посевной конопли, исследовал предшественники пигмента глаза дрозофилы и аденин в качестве гормона роста растений.
В Калтехе Хаген-Смит продолжает заниматься изучением химии летучих масел растений — разделяет терпены масел листьев гваяулы и множества сосновых, устанавливает состав масла листьев Калифорнийского лаврового дерева. Хаген-Смит является автором ставшей классической главы о химии, синтезе и функциях растительных масел в книге The Essential Oils 1948 года.
В 1940 году он начинает большое исследование по определению веществ, ответственных за вкус и запах персика, а дальнейшем вина, лука и чеснока. Для этой работы была разработана специальная методика, по которой растения помещались в прозрачные сосуды, соединенные с холодной ловушкой, и выставлялись на солнечный свет. Таким образом, удалось собрать и изучить летучие масла растений, ответственные за запах и вкус. Эти работы оказали огромное влияние на развитие пищевой химии в мире.

## Смог и борьба с загрязнением воздуха
После Второй мировой войны экологическая обстановка в Калифорнии начала резко ухудшаться — часть регионов временами окутывалась туманом, раздражающим глаза и вызывающим затрудненное дыхание. Позднее эти аэрозоли были названы смогом, но в 1940-х годах не было никаких данных о его химической природе.
Хаген-Смит по просьбе властей, с успехом применив методы, выработанные при исследовании летучих компонентов масел растений, определил его состав и выяснил, что основой смога были полимеризованные продукты окисления озоном ненасыщенных углеводородов, основными источниками которых были автомобильные выхлопы и цистерны для хранения топлива. Также было изучено негативное влияние смога на растения, в результате чего чувствительные к смогу растения, такие как люцерна и шпинат, использовались на экологических станциях для определения уровня загрязнения воздуха.
С 1950 по 1959 год он покидает все академические посты и концентрирует все усилия на изучении смога и выработке мер по контролю над загрязнением воздуха, входит в состав многочисленных комитетов и советов, занимающихся защитой окружающей среды. Дальнейшие исследования подтвердили фотохимическую теорию возникновения смога, а также установили участие оксидов азота в этом процессе. В 1957 году Хаген-Смит изучает причины загрязнения воздуха на электрических станциях Компании Эдисона в Южной Калифорнии, результатом этих исследований стало сокращение выбросов не только углеводородов, но и оксидов азота.
В 1968 он возглавляет CARB, который под его руководством усиливает меры по экологической сертификации автомобилей и производств. С 1968 по 1970 год был участником рабочей группы при президенте США по вопросам загрязнения воздуха, а с 1971 по 1976 входил в комитет, занимающийся проблемами загрязнения атмосферы, при Агентстве по защите окружающей среды. В 1974 году он был уволен с поста главы CARB Рональдом Рейганом за отказ снизить требования к выбросам в атмосферу.
В январе 1977 года лаборатория CARB в Эль Монте, Калифорния была названа в честь Хаген-Смита.

## Личная жизнь
В 1930 году женится на Петронелле Пеннингс, от которой после её смерти у него остался сын Жан. 10 июня 1935 женится на Марии Блоумерс, аспирантке университета Утрехта. В браке у них появилось три дочки: Мария, Маргарет и Жоан.
Во время учёбы в университете увлекался спортом — греблей и боксом.
Хаген-Смит умер от рака легких 17 марта 1977 в Пасадине, Калифорния.

## Награды и звания
- 1947 — рыцарь Ордена Оранских-Нассау, Нидерланды
- 1950 — награда Фриче, Американское Химическое общество
- 1957 — Special Clean Air Award, Калифорния, округ Лос-Анджелес
- 1958 — The Frank A. Chambers Excellence in Air Pollution Control Award[19]
- 1964 — Медаль Толмена (Tolman Award[англ.]) (Южно-Калифорнийское отделение Американского Химического общества)[20]
- 1969 — Hodgkins Medal[англ.], Смитсоновский институт[21]
- 1970 — B.Y Morrison Memorial Lectureship Award, Министерство сельского хозяйства США[22]
- 1972 — Monsanto award for air pollution control, Американское Химическое общество
- 1973 — Национальная медаль науки
- 1974 — Премия Тайлера (первое присвоение)
- 1974 — Медаль Эллиота Крессона, Институт Франклина